# Euro Truck Simulator 2
Euro Truck Simulator 2 est un jeu de simulation de poids lourd et la suite d'Euro Truck Simulator développé par SCS Software, sorti le 19 octobre 2012 sur Windows, Linux et Mac OS et prévu pour courant 2025-2026 sur Xbox Series et PlayStation 5. Il place le joueur dans la peau d'un routier devant effectuer des livraisons de diverses marchandises dans plusieurs villes d'Europe. Le jeu peut se jouer en solo, mais également en multijoueur.
Le jeu inclut sept licences officielles, Scania, Renault, Volvo, Daf, Iveco, MAN et Mercedes-Benz alors que son prédécesseur ne proposait que des camions de marques fictives, faute de licence ; Swift, Valiant, Majestic et Runner faisant respectivement référence aux marques européennes Scania, Volvo, Mercedes et Renault.

## Système de jeu
En début de partie, le joueur doit choisir une ville de départ parmi les 64 proposées réparties entre 12 pays d'Europe (Autriche, Allemagne, Belgique, France, Italie, Luxembourg, Pays-Bas, Pologne, République Tchèque, Royaume-Uni, Slovaquie et Suisse). À ce stade, le joueur a uniquement accès à une zone restreinte autour de sa ville de départ, zone qui s'agrandit au fur et à mesure des livraisons et des découvertes de villes, ce qui offre divers nouveaux contrats à remplir. Il n'a également accès ni à son propre camion, mais a quand même accès à son premier garage d'une place, il est donc obligé de travailler pour un autre transporteur afin d'accumuler de l'argent pour pouvoir acheter son camion personnel (contrairement à son prédécesseur où on travaillait directement pour soi). L'argent acquis peut être utilisé pour personnaliser son camion, l'améliorer, ouvrir de nouveaux garages ou engager des conducteurs qui travailleront pour lui.
Le joueur gagne également de l'expérience après chaque livraison et un point de compétence est offert après chaque montée de niveau. Les points de compétence peuvent être utilisés pour :
- débloquer de nouveaux convois demandant des certificats ADR (explosifs, gaz, produits toxiques, liquides et produits inflammables ou corrosifs)
- allonger les distances de livraison (limité à 500 km de base et illimité au niveau maximum)
- transporter des convois spéciaux (dits exceptionnels), fragiles ou urgents (rapportent plus d'argent mais imposent des contraintes particulières au joueur)
- des options d'éco-conduite (réduit la consommation de carburant)

Chacune de ces compétences possède 6 niveaux d'expérience se débloquant dans l'ordre croissant (de 0 à 6, sauf dans le cas des certificats ADR qui, étant répartis en types de matériaux dangereux et non en niveaux d'expérience, peuvent être débloqués dans n'importe quel ordre) et offrant des récompenses et des bonus de plus en plus élevés à chaque gain de niveau.

### Pays et villes
- Le jeu de base propose 73 villes reparties dans 12 pays différents.
- La première extension Going East ajoute 15 villes et 1 nouveau pays.
- La deuxième extension Scandinavia ajoute 27 nouvelles villes et 3 pays.
- La troisième extension Vive la France ajoute 20 villes.
- La quatrième extension Italia ajoute 21 villes.
- La cinquième extension Beyond the Baltic Sea ajoute 35 villes et 5 pays.
- La sixième extension Road to The Black Sea ajoute 30 villes et 3 pays.
- La septième extension Iberia ajoute 49 villes et 2 pays.
- La huitième extension West Balkans ajoute 30 villes et 7 pays.
- La neuvième extension Greece ajoute 15 villes et un nouveau pays.

| Date              | Pays               | Ville                                | Extension ou M.A.J              |
| ----------------- | ------------------ | ------------------------------------ | ------------------------------- |
| 19 octobre 2012   | Allemagne          | Berlin                               | Jeu de base                     |
| 19 octobre 2012   | Allemagne          | Brême                                | Jeu de base                     |
| 19 octobre 2012   | Allemagne          | Cassel                               | Jeu de base                     |
| 19 octobre 2012   | Allemagne          | Dortmund                             | Jeu de base                     |
| 19 octobre 2012   | Allemagne          | Dresde                               | Jeu de base                     |
| 19 octobre 2012   | Allemagne          | Duisbourg                            | Jeu de base                     |
| 19 octobre 2012   | Allemagne          | Düsseldorf                           | Jeu de base                     |
| 19 octobre 2012   | Allemagne          | Erfurt                               | Jeu de base                     |
| 19 octobre 2012   | Allemagne          | Francfort-sur-le-Main                | Jeu de base                     |
| 19 octobre 2012   | Allemagne          | Hambourg                             | Jeu de base                     |
| 19 octobre 2012   | Allemagne          | Hanovre                              | Jeu de base                     |
| 19 octobre 2012   | Allemagne          | Kiel                                 | Jeu de base                     |
| 19 octobre 2012   | Allemagne          | Leipzig                              | Jeu de base                     |
| 19 octobre 2012   | Allemagne          | Magdebourg                           | Jeu de base                     |
| 19 octobre 2012   | Allemagne          | Mannheim                             | Jeu de base                     |
| 19 octobre 2012   | Allemagne          | Munich                               | Jeu de base                     |
| 19 octobre 2012   | Allemagne          | Nuremberg                            | Jeu de base                     |
| 19 octobre 2012   | Allemagne          | Osnabrück                            | Jeu de base                     |
| 19 octobre 2012   | Allemagne          | Rostock                              | Jeu de base                     |
| 19 octobre 2012   | Allemagne          | Stuttgart                            | Jeu de base                     |
| 19 octobre 2012   | Autriche           | Innsbruck                            | Jeu de base                     |
| 19 octobre 2012   | Autriche           | Linz                                 | Jeu de base                     |
| 19 octobre 2012   | Autriche           | Salzbourg                            | Jeu de base                     |
| 19 octobre 2012   | Autriche           | Vienne                               | Jeu de base                     |
| 19 octobre 2012   | Belgique           | Bruxelles                            | Jeu de base                     |
| 19 octobre 2012   | Belgique           | Liège                                | Jeu de base                     |
| 19 octobre 2012   | France             | Calais                               | Jeu de base                     |
| 19 octobre 2012   | France             | Dijon                                | Jeu de base                     |
| 19 octobre 2012   | France             | Lille                                | Jeu de base                     |
| 19 octobre 2012   | France             | Lyon                                 | Jeu de base                     |
| 19 octobre 2012   | France             | Metz                                 | Jeu de base                     |
| 19 octobre 2012   | France             | Paris                                | Jeu de base                     |
| 19 octobre 2012   | France             | Reims                                | Jeu de base                     |
| 19 octobre 2012   | France             | Strasbourg                           | Jeu de base                     |
| 19 octobre 2012   | Italie             | Milan                                | Jeu de base                     |
| 19 octobre 2012   | Italie             | Turin                                | Jeu de base                     |
| 19 octobre 2012   | Italie             | Vérone                               | Jeu de base                     |
| 19 octobre 2012   | Luxembourg         | Luxembourg                           | Jeu de base                     |
| 19 octobre 2012   | Pays-Bas           | Amsterdam                            | Jeu de base                     |
| 19 octobre 2012   | Pays-Bas           | Groningue                            | Jeu de base                     |
| 19 octobre 2012   | Pays-Bas           | Rotterdam                            | Jeu de base                     |
| 19 octobre 2012   | Pologne            | Poznań                               | Jeu de base                     |
| 19 octobre 2012   | Pologne            | Szczecin                             | Jeu de base                     |
| 19 octobre 2012   | Pologne            | Wrocław                              | Jeu de base                     |
| 19 octobre 2012   | Tchéquie           | Brno                                 | Jeu de base                     |
| 19 octobre 2012   | Tchéquie           | Prague                               | Jeu de base                     |
| 19 octobre 2012   | Royaume-Uni        | Aberdeen                             | Jeu de base                     |
| 19 octobre 2012   | Royaume-Uni        | Birmingham                           | Jeu de base                     |
| 19 octobre 2012   | Royaume-Uni        | Cambridge                            | Jeu de base                     |
| 19 octobre 2012   | Royaume-Uni        | Cardiff                              | Jeu de base                     |
| 19 octobre 2012   | Royaume-Uni        | Carlisle                             | Jeu de base                     |
| 19 octobre 2012   | Royaume-Uni        | Douvres                              | Jeu de base                     |
| 19 octobre 2012   | Royaume-Uni        | Edimbourg                            | Jeu de base                     |
| 19 octobre 2012   | Royaume-Uni        | Felixstowe                           | Jeu de base                     |
| 19 octobre 2012   | Royaume-Uni        | Glasgow                              | Jeu de base                     |
| 19 octobre 2012   | Royaume-Uni        | Grimbsy                              | Jeu de base                     |
| 19 octobre 2012   | Royaume-Uni        | Liverpool                            | Jeu de base                     |
| 19 octobre 2012   | Royaume-Uni        | Londres                              | Jeu de base                     |
| 19 octobre 2012   | Royaume-Uni        | Manchester                           | Jeu de base                     |
| 19 octobre 2012   | Royaume-Uni        | Newcastle-upon-Tyne                  | Jeu de base                     |
| 19 octobre 2012   | Royaume-Uni        | Plymouth                             | Jeu de base                     |
| 19 octobre 2012   | Royaume-Uni        | Sheffield                            | Jeu de base                     |
| 19 octobre 2012   | Royaume-Uni        | Southampton                          | Jeu de base                     |
| 19 octobre 2012   | Royaume-Uni        | Swansea                              | Jeu de base                     |
| 19 octobre 2012   | Suisse             | Genève                               | Jeu de base                     |
| 19 octobre 2012   | Suisse             | Berne                                | Jeu de base                     |
| 19 octobre 2012   | Suisse             | Zurich                               | Jeu de base                     |
| 19 octobre 2012   | Slovaquie          | Bratislava                           | Jeu de base                     |
| 19 septembre 2013 | Hongrie            | Budapest                             | Extension Going East            |
| 19 septembre 2013 | Hongrie            | Debrecen                             | Extension Going East            |
| 19 septembre 2013 | Pologne            | Białystok                            | Extension Going East            |
| 19 septembre 2013 | Pologne            | Cracovie                             | Extension Going East            |
| 19 septembre 2013 | Pologne            | Gdańsk                               | Extension Going East            |
| 19 septembre 2013 | Pologne            | Katowice                             | Extension Going East            |
| 19 septembre 2013 | Pologne            | Łódź                                 | Extension Going East            |
| 19 septembre 2013 | Pologne            | Lublin                               | Extension Going East            |
| 19 septembre 2013 | Pologne            | Olsztyn                              | Extension Going East            |
| 19 septembre 2013 | Pologne            | Varsovie                             | Extension Going East            |
| 19 septembre 2013 | Tchéquie           | Ostrava                              | Extension Going East            |
| 19 septembre 2013 | Slovaquie          | Banská Bystrica                      | Extension Going East            |
| 19 septembre 2013 | Slovaquie          | Košice                               | Extension Going East            |
| 28 juillet 2014   | Autriche           | Graz                                 | Mise à jour 1.11                |
| 28 juillet 2014   | Autriche           | Klagenfurt                           | Mise à jour 1.11                |
| 28 juillet 2014   | Italie             | Venise                               | Mise à jour 1.11                |
| 7 mai 2015        | Danemark           | Aalborg                              | Extension Scandinavia           |
| 7 mai 2015        | Danemark           | Copenhague                           | Extension Scandinavia           |
| 7 mai 2015        | Danemark           | Esbjerg                              | Extension Scandinavia           |
| 7 mai 2015        | Danemark           | Frederikshavn                        | Extension Scandinavia           |
| 7 mai 2015        | Danemark           | Gedser                               | Extension Scandinavia           |
| 7 mai 2015        | Danemark           | Hirtshals                            | Extension Scandinavia           |
| 7 mai 2015        | Danemark           | Odense                               | Extension Scandinavia           |
| 7 mai 2015        | Norvège            | Bergen                               | Extension Scandinavia           |
| 7 mai 2015        | Norvège            | Kristiansand                         | Extension Scandinavia           |
| 7 mai 2015        | Norvège            | Oslo                                 | Extension Scandinavia           |
| 7 mai 2015        | Norvège            | Stavanger                            | Extension Scandinavia           |
| 7 mai 2015        | Suède              | Göteborg                             | Extension Scandinavia           |
| 7 mai 2015        | Suède              | Helsingborg                          | Extension Scandinavia           |
| 7 mai 2015        | Suède              | Jönköping                            | Extension Scandinavia           |
| 7 mai 2015        | Suède              | Kalmar                               | Extension Scandinavia           |
| 7 mai 2015        | Suède              | Karlskrona                           | Extension Scandinavia           |
| 7 mai 2015        | Suède              | Linköping                            | Extension Scandinavia           |
| 7 mai 2015        | Suède              | Malmö                                | Extension Scandinavia           |
| 7 mai 2015        | Suède              | Nynäshamn                            | Extension Scandinavia           |
| 7 mai 2015        | Suède              | Örebro                               | Extension Scandinavia           |
| 7 mai 2015        | Suède              | Södertälje                           | Extension Scandinavia           |
| 7 mai 2015        | Suède              | Stockholm                            | Extension Scandinavia           |
| 7 mai 2015        | Suède              | Trelleborg                           | Extension Scandinavia           |
| 7 mai 2015        | Suède              | Uppsala                              | Extension Scandinavia           |
| 7 mai 2015        | Suède              | Västerås                             | Extension Scandinavia           |
| 7 mai 2015        | Suède              | Växjö                                | Extension Scandinavia           |
| 23 juillet 2015   | Hongrie            | Pécs                                 | Mise à jour 1.19                |
| 23 juillet 2015   | Hongrie            | Szeged                               | Mise à jour 1.19                |
| 5 décembre 2016   | France             | Bourges                              | Extension Vive la France        |
| 5 décembre 2016   | France             | Bordeaux                             | Extension Vive la France        |
| 5 décembre 2016   | France             | Brest                                | Extension Vive la France        |
| 5 décembre 2016   | France             | Civaux                               | Extension Vive la France        |
| 5 décembre 2016   | France             | Clermont-Ferrand                     | Extension Vive la France        |
| 5 décembre 2016   | France             | Golfech                              | Extension Vive la France        |
| 5 décembre 2016   | France             | La Rochelle                          | Extension Vive la France        |
| 5 décembre 2016   | France             | Le Havre                             | Extension Vive la France        |
| 5 décembre 2016   | France             | Le Mans                              | Extension Vive la France        |
| 5 décembre 2016   | France             | Limoges                              | Extension Vive la France        |
| 5 décembre 2016   | France             | Marseille                            | Extension Vive la France        |
| 5 décembre 2016   | France             | Montpellier                          | Extension Vive la France        |
| 5 décembre 2016   | France             | Nantes                               | Extension Vive la France        |
| 5 décembre 2016   | France             | Nice                                 | Extension Vive la France        |
| 5 décembre 2016   | France             | Paluel                               | Extension Vive la France        |
| 5 décembre 2016   | France             | Rennes                               | Extension Vive la France        |
| 5 décembre 2016   | France             | Roscoff                              | Extension Vive la France        |
| 5 décembre 2016   | France             | Saint-Alban-du-Rhône                 | Extension Vive la France        |
| 5 décembre 2016   | France             | Saint-Laurent                        | Extension Vive la France        |
| 5 décembre 2016   | France             | Toulouse                             | Extension Vive la France        |
| 5 décembre 2017   | Italie             | Ancône                               | Extension Italia                |
| 5 décembre 2017   | Italie             | Bari                                 | Extension Italia                |
| 5 décembre 2017   | Italie             | Bologne                              | Extension Italia                |
| 5 décembre 2017   | Italie             | Cassino                              | Extension Italia                |
| 5 décembre 2017   | Italie             | Catane                               | Extension Italia                |
| 5 décembre 2017   | Italie             | Catanzaro                            | Extension Italia                |
| 5 décembre 2017   | Italie             | Florence                             | Extension Italia                |
| 5 décembre 2017   | Italie             | Gênes                                | Extension Italia                |
| 5 décembre 2017   | Italie             | Livourne                             | Extension Italia                |
| 5 décembre 2017   | Italie             | Messine                              | Extension Italia                |
| 5 décembre 2017   | Italie             | Naples                               | Extension Italia                |
| 5 décembre 2017   | Italie             | Palerme                              | Extension Italia                |
| 5 décembre 2017   | Italie             | Parme                                | Extension Italia                |
| 5 décembre 2017   | Italie             | Pescara                              | Extension Italia                |
| 5 décembre 2017   | Italie             | Rome                                 | Extension Italia                |
| 5 décembre 2017   | Italie             | Suzzara                              | Extension Italia                |
| 5 décembre 2017   | Italie             | Tarente                              | Extension Italia                |
| 5 décembre 2017   | Italie             | Villa-san-Giovanni                   | Extension Italia                |
| 28 novembre 2018  | Suède              | Kapellskär                           | Mise à jour 1.33                |
| 28 novembre 2018  | Allemagne          | Travemünde                           | Mise à jour 1.33                |
| 29 novembre 2018  | Estonie            | Kunda                                | Extension Beyond the Baltic Sea |
| 29 novembre 2018  | Estonie            | Narva                                | Extension Beyond the Baltic Sea |
| 29 novembre 2018  | Estonie            | Paldiski                             | Extension Beyond the Baltic Sea |
| 29 novembre 2018  | Estonie            | Pärnu                                | Extension Beyond the Baltic Sea |
| 29 novembre 2018  | Estonie            | Tallinn                              | Extension Beyond the Baltic Sea |
| 29 novembre 2018  | Estonie            | Tartu                                | Extension Beyond the Baltic Sea |
| 29 novembre 2018  | Finlande           | Helsinki                             | Extension Beyond the Baltic Sea |
| 29 novembre 2018  | Finlande           | Kotka                                | Extension Beyond the Baltic Sea |
| 29 novembre 2018  | Finlande           | Kouvola                              | Extension Beyond the Baltic Sea |
| 29 novembre 2018  | Finlande           | Lahti                                | Extension Beyond the Baltic Sea |
| 29 novembre 2018  | Finlande           | Loviisa                              | Extension Beyond the Baltic Sea |
| 29 novembre 2018  | Finlande           | Naantali                             | Extension Beyond the Baltic Sea |
| 29 novembre 2018  | Finlande           | Olkiluoto                            | Extension Beyond the Baltic Sea |
| 29 novembre 2018  | Finlande           | Pori                                 | Extension Beyond the Baltic Sea |
| 29 novembre 2018  | Finlande           | Tampere                              | Extension Beyond the Baltic Sea |
| 29 novembre 2018  | Finlande           | Turku                                | Extension Beyond the Baltic Sea |
| 29 novembre 2018  | Lettonie           | Daugavpils                           | Extension Beyond the Baltic Sea |
| 29 novembre 2018  | Lettonie           | Liepāja                              | Extension Beyond the Baltic Sea |
| 29 novembre 2018  | Lettonie           | Rēzekne                              | Extension Beyond the Baltic Sea |
| 29 novembre 2018  | Lettonie           | Riga                                 | Extension Beyond the Baltic Sea |
| 29 novembre 2018  | Lettonie           | Valmiera                             | Extension Beyond the Baltic Sea |
| 29 novembre 2018  | Lettonie           | Ventspils                            | Extension Beyond the Baltic Sea |
| 29 novembre 2018  | Lituanie           | Kaunas                               | Extension Beyond the Baltic Sea |
| 29 novembre 2018  | Lituanie           | Klaipėda                             | Extension Beyond the Baltic Sea |
| 29 novembre 2018  | Lituanie           | Mažeikiai                            | Extension Beyond the Baltic Sea |
| 29 novembre 2018  | Lituanie           | Panevėžys                            | Extension Beyond the Baltic Sea |
| 29 novembre 2018  | Lituanie           | Šiauliai                             | Extension Beyond the Baltic Sea |
| 29 novembre 2018  | Lituanie           | Utena                                | Extension Beyond the Baltic Sea |
| 29 novembre 2018  | Lituanie           | Vilnius                              | Extension Beyond the Baltic Sea |
| 29 novembre 2018  | Russie             | Kaliningrad                          | Extension Beyond the Baltic Sea |
| 29 novembre 2018  | Russie             | Louga                                | Extension Beyond the Baltic Sea |
| 29 novembre 2018  | Russie             | Pskov                                | Extension Beyond the Baltic Sea |
| 29 novembre 2018  | Russie             | Saint-Pétersbourg                    | Extension Beyond the Baltic Sea |
| 29 novembre 2018  | Russie             | Sosnovy Bor                          | Extension Beyond the Baltic Sea |
| 29 novembre 2018  | Russie             | Vyborg                               | Extension Beyond the Baltic Sea |
| 6 juin 2019       | Italie             | Cagliari                             | Mise à jour 1.35                |
| 6 juin 2019       | Italie             | Olbia                                | Mise à jour 1.35                |
| 6 juin 2019       | Italie             | Sassari                              | Mise à jour 1.35                |
| 3 décembre 2019   | France             | Ajaccio                              | Mise à jour 1.36                |
| 3 décembre 2019   | France             | Calvi                                | Mise à jour 1.36                |
| 3 décembre 2019   | France             | L'Île-Rousse                         | Mise à jour 1.36                |
| 3 décembre 2019   | France             | Bastia                               | Mise à jour 1.36                |
| 3 décembre 2019   | France             | Porto Vecchio                        | Mise à jour 1.36                |
| 3 décembre 2019   | France             | Bonifacio                            | Mise à jour 1.36                |
| 5 décembre 2019   | Roumanie           | Bacău                                | Extension Road to the Black Sea |
| 5 décembre 2019   | Roumanie           | Brașov                               | Extension Road to the Black Sea |
| 5 décembre 2019   | Roumanie           | Bucarest                             | Extension Road to the Black Sea |
| 5 décembre 2019   | Roumanie           | Călărași                             | Extension Road to the Black Sea |
| 5 décembre 2019   | Roumanie           | Cernavodă                            | Extension Road to the Black Sea |
| 5 décembre 2019   | Roumanie           | Cluj-Napoca                          | Extension Road to the Black Sea |
| 5 décembre 2019   | Roumanie           | Constanța                            | Extension Road to the Black Sea |
| 5 décembre 2019   | Roumanie           | Craiova                              | Extension Road to the Black Sea |
| 5 décembre 2019   | Roumanie           | Galați                               | Extension Road to the Black Sea |
| 5 décembre 2019   | Roumanie           | Hunedoara                            | Extension Road to the Black Sea |
| 5 décembre 2019   | Roumanie           | Iași                                 | Extension Road to the Black Sea |
| 5 décembre 2019   | Roumanie           | Mangalia                             | Extension Road to the Black Sea |
| 5 décembre 2019   | Roumanie           | Pitești                              | Extension Road to the Black Sea |
| 5 décembre 2019   | Roumanie           | Reșița                               | Extension Road to the Black Sea |
| 5 décembre 2019   | Roumanie           | Târgu Mureș                          | Extension Road to the Black Sea |
| 5 décembre 2019   | Roumanie           | Timișoara                            | Extension Road to the Black Sea |
| 5 décembre 2019   | Bulgarie           | Bourgas                              | Extension Road to the Black Sea |
| 5 décembre 2019   | Bulgarie           | Karlovo                              | Extension Road to the Black Sea |
| 5 décembre 2019   | Bulgarie           | Kozlodouy                            | Extension Road to the Black Sea |
| 5 décembre 2019   | Bulgarie           | Pernik                               | Extension Road to the Black Sea |
| 5 décembre 2019   | Bulgarie           | Pirdop                               | Extension Road to the Black Sea |
| 5 décembre 2019   | Bulgarie           | Pleven                               | Extension Road to the Black Sea |
| 5 décembre 2019   | Bulgarie           | Plovdiv                              | Extension Road to the Black Sea |
| 5 décembre 2019   | Bulgarie           | Roussé                               | Extension Road to the Black Sea |
| 5 décembre 2019   | Bulgarie           | Sofia                                | Extension Road to the Black Sea |
| 5 décembre 2019   | Bulgarie           | Varna                                | Extension Road to the Black Sea |
| 5 décembre 2019   | Bulgarie           | Veliko Tarnovo                       | Extension Road to the Black Sea |
| 5 décembre 2019   | Turquie            | Edirne                               | Extension Road to the Black Sea |
| 5 décembre 2019   | Turquie            | Istanbul                             | Extension Road to the Black Sea |
| 5 décembre 2019   | Turquie            | Tekirdağ                             | Extension Road to the Black Sea |
| 24 mars 2021      | France             | Bayonne                              | Mise à jour 1.40                |
| 24 mars 2021      | France             | Lacq                                 | Mise à jour 1.40                |
| 8 avril 2021      | Espagne            | Albacete                             | Extension Iberia                |
| 8 avril 2021      | Espagne            | Algeciras                            | Extension Iberia                |
| 8 avril 2021      | Espagne            | Almaraz                              | Extension Iberia                |
| 8 avril 2021      | Espagne            | Almería                              | Extension Iberia                |
| 8 avril 2021      | Espagne            | Badajoz                              | Extension Iberia                |
| 8 avril 2021      | Espagne            | Bailén                               | Extension Iberia                |
| 8 avril 2021      | Espagne            | Barcelone                            | Extension Iberia                |
| 8 avril 2021      | Espagne            | Bilbao                               | Extension Iberia                |
| 8 avril 2021      | Espagne            | Burgos                               | Extension Iberia                |
| 8 avril 2021      | Espagne            | Ciudad Real                          | Extension Iberia                |
| 8 avril 2021      | Espagne            | Cordoue                              | Extension Iberia                |
| 8 avril 2021      | Espagne            | El Ejido                             | Extension Iberia                |
| 8 avril 2021      | Espagne            | Gijón                                | Extension Iberia                |
| 8 avril 2021      | Espagne            | Granada                              | Extension Iberia                |
| 8 avril 2021      | Espagne            | Huelva                               | Extension Iberia                |
| 8 avril 2021      | Espagne            | La Corogne                           | Extension Iberia                |
| 8 avril 2021      | Espagne            | León                                 | Extension Iberia                |
| 8 avril 2021      | Espagne            | Lleida                               | Extension Iberia                |
| 8 avril 2021      | Espagne            | Madrid                               | Extension Iberia                |
| 8 avril 2021      | Espagne            | Malaga                               | Extension Iberia                |
| 8 avril 2021      | Espagne            | Mengíbar                             | Extension Iberia                |
| 8 avril 2021      | Espagne            | Murcie                               | Extension Iberia                |
| 8 avril 2021      | Espagne            | Navia                                | Extension Iberia                |
| 8 avril 2021      | Espagne            | O Barco de Valdeorras                | Extension Iberia                |
| 8 avril 2021      | Espagne            | Pampelune                            | Extension Iberia                |
| 8 avril 2021      | Espagne            | Port de Sagonte                      | Extension Iberia                |
| 8 avril 2021      | Espagne            | Puertollano                          | Extension Iberia                |
| 8 avril 2021      | Espagne            | Salamanque                           | Extension Iberia                |
| 8 avril 2021      | Espagne            | Santander                            | Extension Iberia                |
| 8 avril 2021      | Espagne            | Saragosse                            | Extension Iberia                |
| 8 avril 2021      | Espagne            | Séville                              | Extension Iberia                |
| 8 avril 2021      | Espagne            | Tarragone                            | Extension Iberia                |
| 8 avril 2021      | Espagne            | Teruel                               | Extension Iberia                |
| 8 avril 2021      | Espagne            | Valence                              | Extension Iberia                |
| 8 avril 2021      | Espagne            | Valladolid                           | Extension Iberia                |
| 8 avril 2021      | Espagne            | Vandellòs i l'Hospitalet de l'Infant | Extension Iberia                |
| 8 avril 2021      | Espagne            | Vigo                                 | Extension Iberia                |
| 8 avril 2021      | Espagne            | Vila-real                            | Extension Iberia                |
| 8 avril 2021      | Portugal           | Coimbra                              | Extension Iberia                |
| 8 avril 2021      | Portugal           | Cortiçadas de Lavre                  | Extension Iberia                |
| 8 avril 2021      | Portugal           | Évora                                | Extension Iberia                |
| 8 avril 2021      | Portugal           | Faro                                 | Extension Iberia                |
| 8 avril 2021      | Portugal           | Guarda                               | Extension Iberia                |
| 8 avril 2021      | Portugal           | Lisbonne                             | Extension Iberia                |
| 8 avril 2021      | Portugal           | Olhão                                | Extension Iberia                |
| 8 avril 2021      | Portugal           | Ponte de Sor                         | Extension Iberia                |
| 8 avril 2021      | Portugal           | Porto                                | Extension Iberia                |
| 8 avril 2021      | Portugal           | Setúbal                              | Extension Iberia                |
| 8 avril 2021      | Portugal           | Sines                                | Extension Iberia                |
| 24 septembre 2021 | Espagne            | Soria                                | Mise à jour 1.41                |
| 24 septembre 2021 | Portugal           | Beja                                 | Mise à jour 1.41                |
| 19 octobre 2023   | Albanie            | Durrës                               | Extension West Balkans          |
| 19 octobre 2023   | Albanie            | Fier                                 | Extension West Balkans          |
| 19 octobre 2023   | Albanie            | Tirana                               | Extension West Balkans          |
| 19 octobre 2023   | Albanie            | Vlorë                                | Extension West Balkans          |
| 19 octobre 2023   | Bosnie-Herzégovine | Banja Luka (Бања Лука)               | Extension West Balkans          |
| 19 octobre 2023   | Bosnie-Herzégovine | Bihać (Бихаћ)                        | Extension West Balkans          |
| 19 octobre 2023   | Bosnie-Herzégovine | Karakaj (Каракаj)                    | Extension West Balkans          |
| 19 octobre 2023   | Bosnie-Herzégovine | Mostar (Мостар)                      | Extension West Balkans          |
| 19 octobre 2023   | Bosnie-Herzégovine | Sarajevo (Сарајево)                  | Extension West Balkans          |
| 19 octobre 2023   | Bosnie-Herzégovine | Tuzla (Тузла)                        | Extension West Balkans          |
| 19 octobre 2023   | Bosnie-Herzégovine | Zenica (Зеница)                      | Extension West Balkans          |
| 19 octobre 2023   | Croatie            | Osijek                               | Extension West Balkans          |
| 19 octobre 2023   | Croatie            | Rijeka                               | Extension West Balkans          |
| 19 octobre 2023   | Croatie            | Split                                | Extension West Balkans          |
| 19 octobre 2023   | Croatie            | Zadar                                | Extension West Balkans          |
| 19 octobre 2023   | Croatie            | Zagreb                               | Extension West Balkans          |
| 19 octobre 2023   | Kosovo             | Pristina (Приштина)                  | Extension West Balkans          |
| 19 octobre 2023   | Macédoine du Nord  | Bitola (Битола)                      | Extension West Balkans          |
| 19 octobre 2023   | Macédoine du Nord  | Skopje (Скопје)                      | Extension West Balkans          |
| 19 octobre 2023   | Monténégro         | Bijelo Polje (Бијело Поље)           | Extension West Balkans          |
| 19 octobre 2023   | Monténégro         | Nikšić (Никшић)                      | Extension West Balkans          |
| 19 octobre 2023   | Monténégro         | Podgorica                            | Extension West Balkans          |
| 19 octobre 2023   | Serbie             | Belgrade (Београд)                   | Extension West Balkans          |
| 19 octobre 2023   | Serbie             | Kragujevac (Крагуjевац)              | Extension West Balkans          |
| 19 octobre 2023   | Serbie             | Niš (Ниш)                            | Extension West Balkans          |
| 19 octobre 2023   | Serbie             | Novi Sad (Нови Сад)                  | Extension West Balkans          |
| 19 octobre 2023   | Slovénie           | Koper                                | Extension West Balkans          |
| 19 octobre 2023   | Slovénie           | Ljubljana                            | Extension West Balkans          |
| 19 octobre 2023   | Slovénie           | Maribor                              | Extension West Balkans          |
| 19 octobre 2023   | Slovénie           | Novo Mesto                           | Extension West Balkans          |
| 4 décembre 2024   | Grèce              | Argostóli (Αργοστόλι)                | Extension Greece                |
| 4 décembre 2024   | Grèce              | Athènes (Αθήνα)                      | Extension Greece                |
| 4 décembre 2024   | Grèce              | Chios (Χίος)                         | Extension Greece                |
| 4 décembre 2024   | Grèce              | Corinthe (Κόρινθος)                  | Extension Greece                |
| 4 décembre 2024   | Grèce              | Héraklion (Ηράκλειο)                 | Extension Greece                |
| 4 décembre 2024   | Grèce              | Janina (Ιωάννινα)                    | Extension Greece                |
| 4 décembre 2024   | Grèce              | Kalamáta (Καλαμάτα)                  | Extension Greece                |
| 4 décembre 2024   | Grèce              | Kavála (Καβάλα)                      | Extension Greece                |
| 4 décembre 2024   | Grèce              | La Canée (Χανιά)                     | Extension Greece                |
| 4 décembre 2024   | Grèce              | Lamia (Λαμία)                        | Extension Greece                |
| 4 décembre 2024   | Grèce              | Larissa (Λάρισα)                     | Extension Greece                |
| 4 décembre 2024   | Grèce              | Mytilène (Μυτιλήνη)                  | Extension Greece                |
| 4 décembre 2024   | Grèce              | Patras (Πάτρα)                       | Extension Greece                |
| 4 décembre 2024   | Grèce              | Thessalonique (Θεσσαλονίκη)          | Extension Greece                |
| 4 décembre 2024   | Grèce              | Trikala (Trikala)                    | Extension Greece                |

### Camions
Le jeu se situant en Europe, seuls les camions de marques européennes sont représentés.
Depuis la mise à jour 1.49, les camions neufs disponibles à l'achat sont seulement ceux de dernière génération, ce qui crée dans le jeu un marché de l'occasion, sur lequel on peut trouver d'anciens modèles. Ces derniers sont kilométrés et/ou peuvent être accidentés, ce qui les rend moins chers et qui permet de débuter une carrière plus facilement. Le simulateur compte au total 20 camions, laissant au joueur l'embarras du choix.
- Les camions neufs disponibles à la vente (pouvant également être achetés d'occasion) sont :
- DAF Euro 6 (patch 1.14.2), DAF XF 2021, XG et XG + (patch 1.40)[11], et le DAF XD (patch 1.49) qui est un camion de distribution, une première pour le jeu.
- Iveco Stralis Hi-Way (depuis le patch 1.4.1).
- MAN TGX Euro 6 (patch 1.34) et le Man TGX 2020 (new gen) tant attendu.
- Mercedes-Benz New Actros (patch 1.18, avec le remplacement de Majestic par Mercedes-Benz).
- Renault T (patch 1.35).
- Scania R et Scania S next gen (patch 1.31).
- Volvo FH4 (patch 1.7.0).

- Les camions uniquement disponibles sur le marché de l'occasion :
- Volvo FH version 2 (appelé Valiant F16 avant le patch 1.3/1.3.1)
- Scania série R, Scania série R Streamline  (patch 1.8.2.3)
- Renault Magnum, Renault Premium
- Mercedes-Benz Actros (anciennement appelé Majestic Accros)
- MAN TGX
- Iveco Stralis (appelé Ivedo Stratus avant le patch 1.3/1.3.1)
- DAF XF (appelé DAV XF avant le patch 1.2.5/1.2.5.1)

### Remorques
Depuis le correctif 1.32 sorti le 17 septembre 2018, il est possible d'acheter des remorques. Le joueur devait jusque-là prendre des remorques que proposaient les compagnies du jeu. Il peut désormais posséder et personnaliser ses propres remorques. Lorsque le joueur se rend dans une compagnie, la remorque est chargée lorsqu'elle est stationnée sur une aire de chargement. À noter que SCS Software a sorti à la suite le DLC Schwarzmüller qui donne accès aux remorques de la marque Schwarzmüller (en), qui sont achetables depuis le correctif 1.35 du jeu ainsi que Krone Trailer Pack qui permet d'acheter des remorques de marque Krone.En outre, le DLC Felbinder permet d'ajouter des citernes alimentaires, ADR, et de ciment. Le DLC Wielton et Tirsan font leur apparition quasi-simultanément lors de la 1.48.

## Développement
Le moteur du jeu est une version améliorée de celui de son prédécesseur utilisant également OpenGL, bien qu'il y ait la possibilité d'utiliser Direct3D 9 (plus communément appelé DirectX 9.0). Des fonctionnalités avancées tels que l'High Dynamic Range imaging (HDR) ou le Depth of Field (DOF) ont également été améliorées.
Depuis le correctif 1.35, il est possible de tester une bêta de l'intégration du DirectX 11.
Depuis le correctif 1.37, le jeu utilise le moteur de son FMOD.

## Commercialisation
Le jeu est finalement sorti sous Windows le 19 octobre 2012, après avoir été repoussé plusieurs fois. Il est également sorti sur Steam le 16 janvier 2013, sous Linux le 16 avril 2013, et sous macOS le 29 janvier 2015.
Le jeu possède plusieurs éditeurs différents selon les pays (la distribution du jeu ne se limite pas aux pays ci-dessous) :
| Pays                | Éditeur              |
| ------------------- | -------------------- |
| Allemagne, Autriche | Rondomedia           |
| Portugal            | PlayGames            |
| Russie              | Akella               |
| Royaume-Uni         | Excalibur Publishing |
| Pologne             | CD Projekt,          |
| France              | Anuman               |
| Scandinavie         | Wendros              |

## Contenus téléchargeables
Outre les patchs et mises à jour gratuites, SCS Software a également sorti plusieurs contenus téléchargeables payants ajoutant divers contenus tels que des extensions de la carte, de nouvelles cargaisons ou encore des thèmes.

### Extensions de la carte
Le tableau suivant liste et décrit les différentes extensions agrandissant la carte du jeu.
| Nom                   | Date de sortie    | Pays et extensions rajoutées                                                | Description |
| --------------------- | ----------------- | --------------------------------------------------------------------------- | --- |
| Going East            | 20 septembre 2013 | Pologne Slovaquie République tchèque Hongrie                                | Extension ajoutant 13 nouvelles villes en Pologne, Slovaquie, République tchèque et Hongrie. Deux villes supplémentaires sont ajoutées pour la Hongrie dans la version 1.19.                                                                                |
| Scandinavia           | 7 mai 2015        | Danemark Norvège Suède                                                      | Extension ajoutant 27 villes de la région scandinave : le Danemark, la Norvège et la Suède. |
| Vive la France !      | 5 décembre 2016   | France (ext.)                                                               | Extension ajoutant 20 villes de France et offre une refonte du paysage et des routes françaises. La version 1.36 ajoute également la Corse et ses principales villes (Ajaccio, Bastia, L'Île-Rousse, Calvi et Bonifacio).                                   |
| Italia                | 5 décembre 2017   | Italie (ext.)                                                               | Extension ajoutant 18 villes d'Italie, dont 3 villes de Sicile (Catane, Messine et Palerme) et offre une refonte du paysage et des routes italiennes. La version 1.35 ajoute également la Sardaigne et ses principales villes (Cagliari, Olbia et Sassari). |
| Beyond the Baltic Sea | 29 novembre 2018  | Estonie Lettonie Lituanie Finlande Russie                                   | Extension ajoutant 35 villes dans les pays de la mer Baltique (Estonie, Lettonie et Lituanie) ainsi que dans une partie de la Finlande et de la Russie. |
| Road to the Black Sea | 5 décembre 2019   | Roumanie Bulgarie Turquie                                                   | Extension ajoutant 30 villes au sein de trois pays de la mer Noire : la Bulgarie, la Roumanie ainsi que la partie européenne de la Turquie. |
| Iberia                | 8 avril 2021      | Espagne Portugal                                                            | Extension ajoutant 49 villes de la péninsule Ibérique : l'Espagne et le Portugal. |
| West Balkans          | 19 octobre 2023   | Albanie Bosnie-Herzégovine Croatie Kosovo Macédoine du Nord Serbie Slovénie | Extension rajoutant 31 villes des Balkans : Albanie, Bosnie-Herzégovine, Croatie, Kosovo, Macédoine du Nord, Serbie et Slovénie. |
| Greece                | 4 décembre 2024   | Grèce                                                                       | Extension rajoutant 15 villes de Grèce ainsi que les îles grecques de Céphalonie, Chios, la Crète, Lesbos et Rhodes. |
| Nordic Horizons       | ?                 | Norvège (ext.) Suède (ext.) Finlande (ext.)                                 | Extension future rajoutant de nouvelles villes Scandinaves. |
| Iceland               | ?                 | Islande                                                                     | Extension future consacrée à l'Islande. |
| Heart of Russia       | ?                 | Russie (ext.)                                                               | Extension reportée à la suite de l'invasion de l'Ukraine par la Russie. |

### High Power Cargo
Sorti le 14 août 2014 sur Steam, ce pack ajoute 7 livraisons de type "convoi exceptionnel" (hélicoptère, foreuse, yacht, climatisations, chenilles, oléoduc, tracteur), et offre en bonus une nouvelle peinture  en concordance avec le thème des convois exceptionnels.

### Heavy Cargo
Un deuxième DLC de convois exceptionnels est sorti le 12 mai 2017 sur Steam. Ce pack ajoute 8 nouvelles livraisons, sur des remorques plus longues avec des essieux directionnels allant de 28 à 61 tonnes avec de nouvelles marchandises telles qu'une locomotive, une grue mobile, une fraiseuse routière, des poutres en béton, un bulldozer, un transformateur, une bobine de câble et une pièce métallique. Le DLC inclut également une nouvelle peinture en concordance avec le thème des convois exceptionnels. De nouveaux châssis de tracteur (4 essieux) ont également été ajoutés dans le jeu via la mise à jour

### Spécial Transport
Ce DLC est sorti le 13 décembre 2017 sur Steam. Il ajoute la possibilité de transporter 11 nouvelles marchandises jusqu’à 70 tonnes, 20 mètres de longueur, 6 mètres de largeur et 5 mètres de hauteur. Ces marchandises étant exceptionnelles, le transport ne peut se faire que sous l'escorte de deux véhicules de convoi exceptionnel ainsi que sur les 4 nouvelles remorques ajoutées. Les itinéraires sont limités puisque les marchandises ne passent pas sur toutes les routes. L'extension ajoute entre autres de nouvelles animations, modèles, personnes qui assistent au transport, gyrophares pour les camions ainsi que de nouveaux succès Steam.
Les véhicules d'escorte peuvent nettoyer les routes, arrêter le trafic, donner des conseils, pousser les véhicules sur le bord, etc .. Il est nécessaire que le conducteur suive scrupuleusement les instructions des véhicules au risque d'échouer dans sa mission.

### Accessoires et décorations
De nouveaux DLC sortent régulièrement pour permettre de décorer les camions tels que : 
- Le Mighty Griffin Tuning Pack[18], permettant de "customiser" les camions de marque Scania.
- Le Schwarzmüller Trailer Pack[19], qui est un DLC ajoutant de nouvelles remorques en partenariat avec Schwarzmüller, une entreprise spécialisée dans les véhicules de fonction.
- Le Krone Trailer Pack[20], qui est un DLC ajoutant les remorques de marque Krone.
- Le DLC Cabin Accessories[21] qui permet de rajouter des accessoires à l'intérieur de votre camion et qui est associé au DLC Wheel Tuning Pack[22], qui permet quant à lui de personnaliser à souhait ses jantes & roues.
- Le DLC Michelin Fan Pack[23] et le DLC Goodyear Tyres Pack[24], qui permettent d'installer des pneumatiques des 2 marques sur les camions. Ces DLC incluent également des objets à installer dans la cabine, à condition de posséder le DLC Cabin Accessories. Ils ajoutent enfin de nouvelles peintures aux couleurs des marques pour les camions.
- Le DLC DAF Tuning Pack[25], qui permet de "customiser" les camions de marque DAF.
- Le DLC Actros Tuning Pack[26], qui permet de "customiser" les camions de marque Mercedes.
- Le DLC HS-Schoch Tuning Pack[20], le HS-Schoch Tuning Pack contient de nombreux accessoires, notamment des barres lumineuses, des barres de choc, des barres latérales, des marches latérales, des barres de toit ainsi que des petites led et des objets à installer dans la cabine.
- Le DLC Window Flags[27], qui ajoute des drapeaux de pays ainsi que des drapeaux avec motifs plaçables au-dessus des fenêtres.
- Le DLC FH Tuning Pack qui permet de "customiser" les camions de marque Volvo Trucks[28].

## Mods
En plus des patchs gratuits, les joueurs ont également la possibilité d'ajouter plusieurs éléments au jeu de base par le biais de mods : modifications ou nouvelles cartes, nouvelles entreprises, nouvelles remorques, nouveaux camions et accessoires, améliorations du gameplay (de la physique, de l'environnement…). Certains partagent également leurs peintures (extérieurs ou intérieurs) ou encore d'autres modifications, qu'ils ont eux-mêmes conçu.
Le jeu supporte désormais les mods provenant du Steam Workshop, présent depuis la mise à jour 1.23. Cette fonction permet en effet de télécharger des mods sans passer par des sites tiers et tous les contenus sont contrôlés régulièrement et leur support est assuré pour les prochaines mises à jour à venir. Pour y avoir accès, le joueur doit posséder la version Steam du jeu.

## Accueil
À sa sortie, le titre a reçu des retours pour la plupart positifs et une appréciation globale de 79% sur la base de 16 critiques d'après le site Metacritic, et de 85% sur la base de 4 critiques d'après le site GameRankings,.
En août 2020, SCS Software annonce que le jeu s'est vendu à plus de 8,5 millions d'exemplaires.

## Distinctions
Le jeu a été élu « Jeu de simulation PC de l'année 2012 » par le site PC Gamer.
Le jeu est entré dans le « TOP 10 des jeux les plus relaxants » en 2017 par le site Rock Paper Shotgun
Le jeu a également reçu le Steam Award "I Thought This Game Was Cool Before It Won An Award" et "Sit Back and Relax" en 2017.